# Mexcala ovambo
Mexcala ovambo är en spindelart som beskrevs av Wesolowska 2009. Mexcala ovambo ingår i släktet Mexcala och familjen hoppspindlar. Inga underarter finns listade i Catalogue of Life.